# Championnat d'Angleterre de football 1933-1934
Navigation
Édition précédente Édition suivante
La 42e édition du championnat d'Angleterre de football est remportée par Arsenal FC. Le club londonien gagne son deuxième titre de champion consécutif et son troisième au total. 
Huddersfield Town est deuxième, Tottenham Hotspur complète le podium. 
Le système de promotion/relégation reste en place: descente et montée automatique, sans matchs de barrage pour les deux derniers de première division et les deux premiers de deuxième division. Newcastle United et Sheffield United descendent en deuxième division. Ils sont remplacés pour la saison 1934/35 par Grimsby Town et Preston North End.
Jack Bowers, joueur de Derby County, avec 34 buts, termine meilleur buteur du championnat. 

## Les clubs de l'édition 1933-1934
| Club                                  | Ville          |
| ------------------------------------- | -------------- |
| Arsenal Football Club                 | Londres        |
| Aston Villa Football Club             | Birmingham     |
| Birmingham City Football Club         | Birmingham     |
| Blackburn Rovers Football Club        | Blackburn      |
| Chelsea Football Club                 | Londres        |
| Derby County Football Club            | Derby          |
| Everton Football Club                 | Liverpool      |
| Huddersfield Town Football Club       | Huddersfield   |
| Leeds United Football Club            | Leeds          |
| Leicester City Football Club          | Leicester      |
| Liverpool Football Club               | Liverpool      |
| Manchester City Football Club         | Manchester     |
| Middlesbrough Football Club           | Middlesbrough  |
| Newcastle United Football Club        | Newcastle      |
| Portsmouth Football Club              | Portsmouth     |
| Sheffield United Football Club        | Sheffield      |
| Sheffield Wednesday Football Club     | Sheffield      |
| Stoke City Football Club              | Stoke-on-Trent |
| Sunderland Association Football Club  | Sunderland     |
| Tottenham Hotspur Football Club       | Londres        |
| West Bromwich Albion Football Club    | Birmingham     |
| Wolverhampton Wanderers Football Club | Wolverhampton  |

## Compétition

### Classement
Le classement est établi sur le barème de points classique (victoire à 2 points, match nul à 1, défaite à 0).
| Rang | Équipe                  | Pts | J  | G  | N  | P  | Bp | Bc  | Diff |
| ---- | ----------------------- | --- | -- | -- | -- | -- | -- | --- | ---- |
| 1    | Arsenal FC              | 59  | 42 | 25 | 9  | 8  | 75 | 47  | +28  |
| 2    | Huddersfield Town       | 56  | 42 | 23 | 10 | 9  | 90 | 61  | +29  |
| 3    | Tottenham Hotspur       | 49  | 42 | 21 | 7  | 14 | 79 | 56  | +23  |
| 4    | Derby County            | 45  | 42 | 17 | 11 | 14 | 68 | 54  | +14  |
| 5    | Manchester City         | 45  | 42 | 17 | 11 | 14 | 65 | 72  | -7   |
| 6    | Sunderland AFC          | 44  | 42 | 16 | 12 | 14 | 81 | 56  | +25  |
| 7    | West Bromwich Albion    | 44  | 42 | 17 | 10 | 15 | 78 | 70  | +8   |
| 8    | Blackburn Rovers        | 43  | 42 | 18 | 7  | 17 | 74 | 81  | -7   |
| 9    | Leeds United            | 42  | 42 | 17 | 8  | 17 | 75 | 66  | +9   |
| 10   | Portsmouth FC           | 42  | 42 | 15 | 12 | 15 | 52 | 55  | -3   |
| 11   | Sheffield Wednesday     | 41  | 42 | 16 | 9  | 17 | 62 | 67  | -5   |
| 12   | Stoke City              | 41  | 42 | 15 | 11 | 16 | 58 | 71  | -13  |
| 13   | Aston Villa             | 40  | 42 | 14 | 12 | 16 | 78 | 75  | +3   |
| 14   | Everton                 | 40  | 42 | 14 | 12 | 16 | 62 | 63  | -1   |
| 15   | Wolverhampton Wanderers | 40  | 42 | 14 | 12 | 16 | 74 | 86  | -12  |
| 16   | Middlesbrough FC        | 39  | 42 | 16 | 7  | 19 | 68 | 80  | -12  |
| 17   | Leicester City          | 39  | 42 | 14 | 11 | 17 | 59 | 74  | -15  |
| 18   | Liverpool               | 38  | 42 | 14 | 10 | 18 | 79 | 87  | -8   |
| 19   | Chelsea                 | 36  | 42 | 14 | 8  | 20 | 67 | 69  | -2   |
| 20   | Birmingham City         | 36  | 42 | 12 | 12 | 18 | 54 | 56  | -2   |
| 21   | Newcastle United        | 34  | 42 | 10 | 14 | 18 | 68 | 77  | -9   |
| 22   | Sheffield United        | 31  | 42 | 12 | 7  | 23 | 58 | 101 | -43  |

|  | Champion d'Angleterre |
|  | Relégation            |

## Bilan de la saison
| Tableau d'Honneur                    |                 |
| Compétition                          | Vainqueur       |
| Championnat d'Angleterre de football | Arsenal FC      |
| Coupe d'Angleterre de football       | Manchester City |
| Charity Shield                       | Arsenal FC      |

| Promotions et relégations |                                   |
| Promus                    | Grimsby Town Preston North End    |
| Relégués                  | Newcastle United Sheffield United |

## Statistiques

### Meilleur buteur
- Jack Bowers, Derby County,   34 buts